# Miss Nicaragua 2009
La 27.ª edición de Miss Nicaragua se celebró el 7 de marzo de 2009 en el Teatro Nacional Rubén Darío, Managua y fue dedicado al folclor y belleza de la ciudad de las flores, Masaya. Al final del evento Thelma Rodríguez, Miss Nicaragua 2008 entregó la corona a su sucesora Indiana Sánchez quién representó a Nicaragua en Miss Universo 2009. El 30 de enero de las 16 candidatas a la corona fueron presentadas oficialmente por la organización en el Hotel Real Intercontinental Managua, tras haber sido escogidas en un casting en la ciudad homónima.

## Cronología
- Presentación oficial
  - Se hace la presentación oficial el 30 de enero en el Real Intercontinental Metrocentro. Allí, las jóvenes fueron juzgadas por primera vez por el público presente. Durante en su debut las candidatas bailaron una pieza típica nacional. Luego, desfilaron en trajes cóctel al mismo tiempo que presentaban las fotos oficiales del certamen. Finalmente, las candidatas desfilaron con unos trajes dorados ajustados al cuerpo. Al final de la presentación Thelma Rodríguez, cerró con un memorable discurso.

- Entrevistas
  - Durante las entrevistas las candidatas fueron entrevistadas por la cadena de televisión Televicentro, en la cual muchas la Laguna de Apoyo y el Teatro Nacional Rubén Darío sirvieron de escenario para las sesiones de fotografía para distintos medios.

- Pasarelas
  - Las candidatas tuvieron que hacer tres pruebas de fuego en la pasarela. La primera fue hecha en el centro comercial Metrocentro el 11 de febrero, para elegir a la mejor modelo. Ahí el público pudo ver a las candidatas por primera vez en traje de baño.
  - El segundo desfile fue en el centro comercial Multicentro Las Américas, el 15 de febrero. Ahí, se evaluaron los trajes típicos de las candidatas.
  - La tercera y última pasarela ante el público, fue el 26 de febrero en el centro comercial Galerías Santo Domingo. Aquí la mayoría de las candidatas mostraron su avance en su desempeño en pasarela y fotografía.

- Coronación

## Resultados

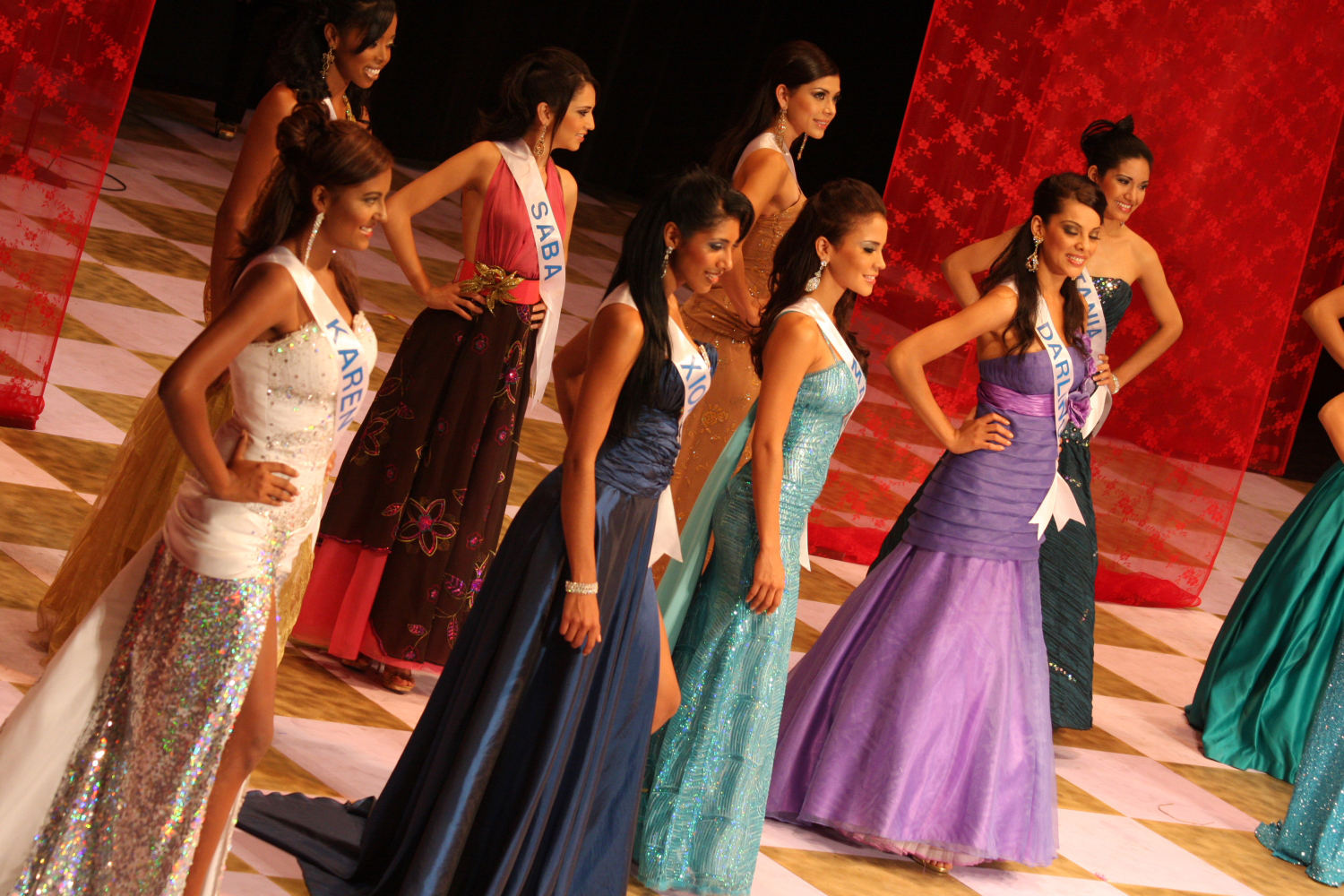
Candidatas en traje de noche.

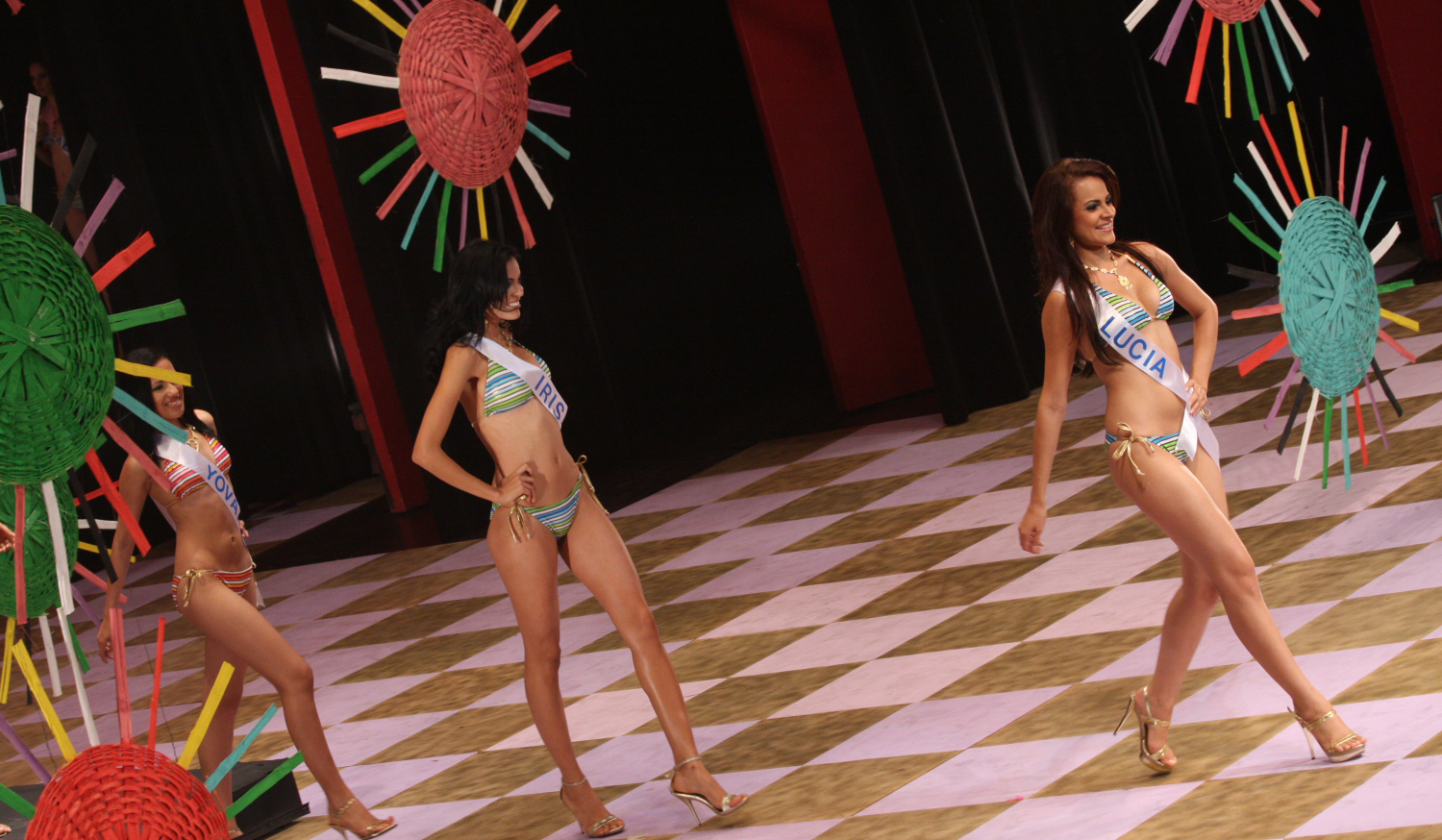
Candidatas en traje de baño.

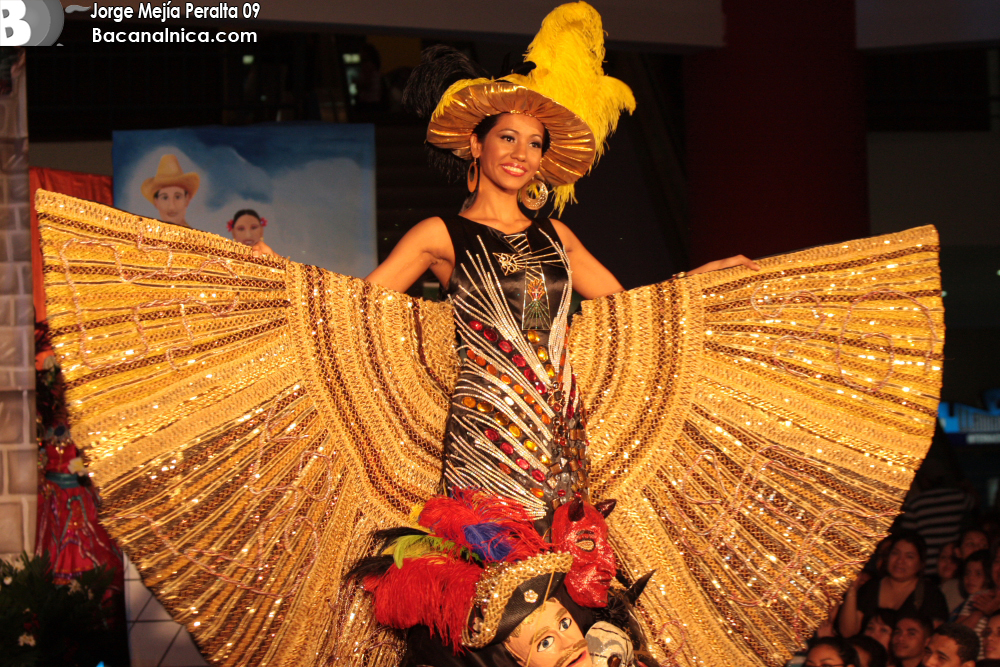
Arlen, con el traje típico ganador.

| Resultados          | Departamento                |
| ------------------- | --------------------------- |
| Miss Nicaragua 2009 | Managua — Indiana Sánchez   |
| 1.ª Finalista       | Ciudad Dario — Slilma Ulloa |
| 2.ª Finalista       | Managua — Maritza Rivas     |
| 3.ª Finalista       | Chontales — Raysa Cuadra    |
| 4.ª Finalista       | Jinotega — Lucía Sequeira   |

### Premios especiales
- Miss Fotogénica: Arlen Mora
- Mejor rostro: Massiel Arévalo
- Mejor modelo: Iris Ordeñana
- Miss personalidad contempo: Indiana Sánchez
- Miss Simpatía: Yovanela Raudez
- Mejor Traje Nacional: Karen Carrión – Masaya, esencia de un pueblo del diseñador Eddwins Ra Mendieta

## Candidatas
Según la página oficial de Miss Nicaragua, las 16 candidatas escogidas fueron:
| Nombre           | Edad * | Estatura | Departamento       |
| ---------------- | ------ | -------- | ------------------ |
| Kathiel Lampson  | 22     | ¿?       | Bluefields         |
| Xiomara Hurtado  | 21     | 1.75     | Carazo             |
| Raysa Cuadra     | 22     | 1.87     | Chontales          |
| Darling Trujillo | 23     | ¿?       | Ciudad Dario       |
| Iris Ordeñana    | 20     | ¿?       | Costa Caribe Norte |
| Sabá Arévalo     | 22     | 1.62     | Diriamba           |
| Yovanela Raudez  | 19     | ¿?       | Estelí             |
| Tania Reyes      | 25     | ¿?       | Granada            |
| Lucía Sequeira   | 24     | 1.70     | Jinotega           |
| Massiel Arévalo  | 19     | ¿?       | León               |
| Indiana Sánchez  | 21     | 1.75     | Managua            |
| Maritza Rivas    | 21     | ¿?       | Managua            |
| Karen Carrión    | 18     | 1.78     | Masaya             |
| Slilma Ulloa     | 23     | 1.68     | Matagalpa          |
| Anielka Espino   | 18     | ¿?       | Nueva Segovia      |
| Arlen Mora       | 21     | 1.70     | Rivas              |

* La edad corresponde en el momento en el que participaron para Miss Nicaragua (30 de enero de 2009).